# Yamashita Tokuo
Yamashita Tokuo (jap. 山下 徳夫; * 7. Oktober 1919 in Imari, Präfektur Saga; † 1. Januar 2014 ebenda) war ein japanischer Politiker der Liberaldemokratischen Partei (LDP), der 31 Jahre lang Abgeordneter des Unterhauses (Shūgiin) sowie mehrmals Minister war.

## Leben

### Unterhausabgeordneter und Parlamentarischer Staatssekretär
Yamashita Tokuo absolvierte nach dem Besuch der Mittelschule Fukuoka ein Studium der Rechtswissenschaften an der Meiji-Universität, das er 1944 an der Senshū-Universität abschloss. Im Anschluss war er als Rechtsanwalt tätig.
Bei der Shūgiin-Wahl vom 27. Dezember 1969 wurde er als Kandidat der Liberaldemokratischen Partei (LDP) in einem Wahlkreis der Präfektur Saga erstmals als Abgeordneter in das Unterhaus (Shūgiin) gewählt. Er gehörte damit neben Ozawa Ichirō, Hata Tsutomu, Kajiyama Seiroku, Okuda Keiwa, Hayashi Yoshirō, Watanabe Kōzō, Watanuki Tamisuke, Shiozaki Jun, Mori Yoshirō, Murata Keijirō, Matsunaga Hikaru, Etō Takami, Nakayama Masaaki und Hamada Kōichi zu einer Reihe von Politikern, die 1969 erstmals in das Unterhaus gewählt wurden und später Premierminister beziehungsweise Minister wurden. Er wurde bei zehn Wahlen kontinuierlich als Abgeordneter bestätigt und gehörte dem Unterhaus somit bis zur Shūgiin-Wahl am 25. Juni 2000 an. Innerhalb seiner Partei schloss er sich dem von Miki Takeo geführten Banchō Seisaku Kenkyūjo an, einer Faktion innerhalb der LDP-Fraktion.
Am 9. Dezember 1974 wurde er im Kabinett Miki Parlamentarischer Staatssekretär für Wohlfahrt beim Minister für Gesundheit und Soziales, Tanaka Masami. Bei der Umbildung des Kabinetts Miki am 15. September 1976 wurde er Parlamentarischer Staatssekretär beim Minister für Internationalen Handel und Industrie, Kōmoto Toshio, und behielt dieses Amt bis zum Ende von Mikis Amtszeit am 24. Dezember 1976.

### Verkehrsminister und Universitätspräsident
Bei der ersten Umbildung des zweiten Kabinetts von Premierminister Nakasone Yasuhiro wurde Yamashita Tokuo am 1. November 1984 als Verkehrsminister (Un’yu daijin) erstmals in ein Ministeramt berufen und übte dieses Amt bis zum 28. Dezember 1985 aus. Während seiner Amtszeit kam es am 12. August 1985 zum Unfall des Japan-Airlines-Fluges 123 am Berg Takamanohara, der mit 520 Toten bis heute der schwerste Flugunfall mit nur einer einzigen beteiligten Maschine. Zu der Zeit befasste er sich ferner mit einem Gesetzentwurf zur Rettung der angeschlagenen Reederei Sanko Line (Sankō Kisen Kabushiki-gaisha). Um schnellstmöglich zum Unfallort zu fliegen, bestieg er ein anderes Flugzeug der Japan Airlines (Flug JA 8119), mit dem er jedoch selbst eine Notlandung machen musste.
Nach dem Tod von Tamaki Kazuo und einer eintägigen kommissarischen Amtstätigkeit von Gotōda Masaharu wurde er am 26. Januar 1987 im dritten Kabinett Nakasone Leiter der Behörde für Management und Koordination mit Ministerrang und bekleidete dieses Amt bis zum 6. November 1987. 
Im November 1988 wurde er Nachfolger des verstorbenen Moriguchi Chūzō als Präsident der Senshū-Universität und bekleidete dieses Amt fünfzehn Jahre lang bis zu seiner Ablösung durch Deushi Masayoshi im November 2003.

### Chefkabinettsekretär und Gesundheitsminister
Am 10. August 1989 wurde Yamashita Tokuo von Premierminister Kaifu Toshiki zum Chefkabinettsekretär in dessen erstes Kabinett berufen. Von diesem Amt musste er jedoch wegen eines familiären Skandals um seine Ehefrau jedoch bereits nach zwei Wochen zurücktreten und wurde daraufhin am 15. August 1989 von Moriyama Mayumi abgelöst.
Yamashita, der im Februar 1990 Vorsitzender des einflussreichen Lenkungsausschusses des Unterhauses wurde, wurde am 5. November 1991 von Premierminister Miyazawa Kiichi als Minister für Gesundheit und Soziales (Kōsei daijin) in dessen Kabinett berufen. Er war damit neben Arbeitsminister Kondō Tetsuo und dem Leiter der Behörde für Management und Koordination, Iwasaki Junzō, einer der drei Minister aus der Kōmoto, der kleinsten Faktion der LDP. Das Ministeramt bekleidete er bis zur Umbildung des Kabinetts Miyazawa am 12. Dezember 1992.
Nach seinem Ausscheiden aus dem Unterhaus im Juni 2000 war er Berater der LDP in der Präfektur Saga.